# Ludford (Shropshire)
Ludford – wieś w Anglii, w hrabstwie Shropshire. Leży 39 km na południe od miasta Shrewsbury i 202 km na północny zachód od Londynu.